# Meru (geslacht)
Meru is een kevergeslacht uit de familie Meruidae. De wetenschappelijke naam van het geslacht werd voor het eerst geldig gepubliceerd in 2005 door Spangler en Steiner.